# Elisabeth Ostermeier
Élisabeth Ostermeier Gottschalk, née le 9 mai 1913 à Hambourg et morte le 6 décembre 2002 dans la même ville, est une femme politique allemande membre du Parti social-démocrate. Après avoir participé à la résistance contre le nazisme, elle devient membre du Parlement de Hambourg de 1946 à 1974 et siège également au syndicat de l'alimentation, la boisson et la restauration (de) de 1951 à 1979. Elle se consacre aux questions liées aux femmes et au travail domestique et, plus tard, aux personnes âgées.

## Biographie

### Jeunesse et formation
Elisabeth Gottschalk est née à Hambourg dans le quartier de Rönneburg le 9 mai 1913. Ses deux parents sont des sociaux-démocrates engagés. Son père Rudolf Gottschalk, a, en particulier, donné son nom à une rue de Hambourg.
Elle fréquente la Freie Weltliche Schule Harburg jusqu'à l'âge de 14 ans. Elle aurait aimé devenir enseignante, mais, comme il est de règle à l'époque, surtout dans les familles aux revenus modestes, les études sont réservées aux garçons. Elle fait donc un apprentissage de vendeuse dans l'abattoir d'une coopérative et y travaille jusqu'à ce qu'elle soit licenciée par les nazis, arrivés au pouvoir en 1933,,. 
Elle devient très tôt politiquement active. Dès l'âge  de 13 ans, elle devient membre des organisations de jeunesse socialistes, Falken et Jeunesse ouvrière socialiste (de). En 1931 elle rejoint le parti social-démocrate.

### Résistance contre le nazisme
Après son licenciement, en décembre 1933, elle trouve un nouvel emploi dans la boulangerie de Ernst Tessloff (de), un social-démocrate et ancien rédacteur en chef du journal Harburger Volksblatt. Celui-ci a repris la boulangerie familiale, avec son frère, après avoir lui aussi perdu son emploi en raison de son appartenance politique. L'établissement devient un lieu central de résistance de la région de Harburg. Elisabeth Gottschalk obtient son permis de conduire, ce qui lui permet de livrer du pain aux clients sociaux-démocrates des alentours, ainsi que des tracts et autres documents politiques,. 
En 1935, Elisabeth Gottschalk épouse Heinrich Ostermeier et déménage à Minden avec son mari. Ils ont une fille en 1938 et un fils en 1940. 
Le 18 décembre 1936, elle est arrêtée par la Gestapo pour ses activités de résistance et incarcérée pendant plusieurs mois à la prison de Hildesheim. Son père et sa mère sont également arrêtés.

### Engagement politique
Après la Seconde Guerre mondiale, en 1950, elle obtient, à titre d'indemnisation, 750 DM pour les 5 mois d'isolement cellulaire pour suspicion de haute trahison.
Elisabeth Ostermeier est membre du premier Bürgerschaft de Hambourg (Parlement régional) et occupe ce siège pendant 32 ans,. Durant ses mandats électoraux, elle défend principalement les intérêts des femmes. Lors de la conférence des femmes du Parti social-démocrate à Bad Hersfeld en octobre 1955, elle intervient sur le thème  : Les problèmes économiques des femmes célibataires.

« Nous, les femmes, devons être jolies, jeunes et intelligentes si nous voulons accéder à la citoyenneté. Qui demande réellement aux hommes d’être beaux ? La plupart de nos collègues de la mairie ne ressemblent pas vraiment à Adonis . »

Elle explique le faible nombre de femmes en politique : « La plupart d’entre elles ne parviennent pas à gérer cette coexistence compliquée entre le travail, la famille et le fait d’être députée. Au final, les femmes n'ont que de la colère parce que les hommes n'aident guère à faciliter la triple combinaison. Ils attendent de nous que nous participions tout aussi souvent aux réunions du parti, que nous jouions le rôle de caissière, que nous ne fassions pas défaut en tant que femme au foyer et que nous fassions aussi quelque chose en tant que femme. Les hommes doivent encore apprendre l’équité. ». Elle rapporte avoir réussi à concilier sa vie politique et sa vie familiale grâce à son mari « qui soutenait tout à fond ; sans lui, il n'y aurait rien ».
En 1974, elle refuse le poste de sénatrice qu'on lui propose et, en 1978, elle ne se représente pas aux élections pour la 9e législature. 
Après son retrait de la politique, elle est toujours active au sein de son groupe local et dans le travail des seniors pour le SPD. En 1979, elle initie le décret du Sénat de Hambourg pour une représentation des personnes âgées.

### Syndicalisme
En 1951, elle commence à travailler pour le syndicat de l'alimentation, la boisson et la restauration (de) (NGG) à Hambourg. Dans cette fonction, elle est responsable des secteurs de la femme, de la jeunesse et de la formation professionnelle. Lors de la négociation de la convention collective pour les travailleurs domestiques, Elisabeth Ostermeier réussit à convaincre l'Association allemande des femmes au foyer (de) de demander que la négociation des tarifs soit de la responsabilité du ministère fédéral du Travail. La première convention collective sur les salaires a ainsi été conclue en 1955.
En 1954, Elisabeth Ostermeier est élue au conseil d'administration principal du NGG.
En septembre 1955, la première conférence des femmes du NGG a lieu à Bielefeld. 40 pour cent des membres du NGG sont des femmes et gagnent en moyenne 37 pour cent de moins que les hommes. Elisabeth Ostermeier coordonne la commission fédérale des femmes du NGG.
Elle reste membre du conseil d'administration principal du NGG jusqu'en 1970 et s'implique ensuite dans le travail du syndicat auprès des personnes âgées. 
Elisabeth Ostermeier décède le 6 décembre 2002 à Hambourg. Elle est enterrée à Hambourg-Eissendorf au nouveau cimetière de Harburg . 

## Hommages
- En 1980, elle reçoit la médaille d'argent pour son travail loyal au service du peuple pour ses services[2].

- Le Parti social-démocrate de Hambourg crée en 2010 le Prix Elisabeth Ostermeier qui récompense des associations locales ayant contribué à  l'ancrage du SPD dans les quartiers avec des projets innovants[7].